# アキラ (プロレスラー)
アキラ（アキラ、1993年10月19日 - ）は、アメリカ合衆国のプロレスラー。アメリカ合衆国インディアナ州出身。身長180cm、体重94kg。現在はメジャー・リーグ・レスリング（MLW）に所属し、国内では大日本プロレスを主戦場にデスマッチを行う。

## 経歴
2023年1月14日、メジャー・リーグ・レスリング（MLW）と契約を交わす。
2023年9月27日に初来日。大日本プロレス新木場1stRING大会にて、竹田誠志に蛍光灯+αデスマッチでシングルマッチに挑むも敗戦。
2024年12月31日、大日本プロレス後楽園ホール大会にて、大日本プロレス史上初のワンデーデスマッチトーナメント「キング・オブ・デスマッチ・ワールドGPトーナメント」を優勝。初戦で三冠王者の神谷英慶を破る。その勢いのまま準決勝でビオレント・ジャック、決勝で若松大樹を撃破して優勝した。

## 得意技
ウェスタンデスボム
ウェスタンデスボム into アキラロック

## タイトル歴
- 大日本プロレス
  - BJW認定デスマッチヘビー級王座（第52代）
  - キング・オブ・デスマッチ・ワールドGPトーナメント(2024) 優勝
- メジャー・リーグ・レスリング
  - MLW世界ミドル級王座 (1回)
  - MLW世界タッグ王座 (1回)

パートナーはリッキー・シェイン・ペイジ。
- Asylum Wrestling Revolution
  - AWR Revolutionary Championship (1回)
  - Asylum Deathmatch Tournament (2021)
- Circle 6
  - Sicest of The Six (2023)
- Fédération Montérégienne de Lutte
  - FML FrissonsTV Championship (1回)
  - FML FrissonsTV Title Tournament (2022)
- Girl Fight Wrestling
  - Tag Team Tournament (2019)

パートナーはCharlie Kruel。
- IWA Deep South
  - Shoot Style Tournament (2020)
- IWA East Coast
  - Masters of Pain (2021)
- Northern Federation of Wrestling
  - NFW Championship (1回)
  - NFW Title Tournament (2022)
- Paradigm Pro Wrestling
  - PPW Heavy Hitters Championship (1回)
- Primos Premier Pro Wrestling
  - Slave to the Deathmatch (2024)
- プロレスリング・イラストレーテッド
  - シングルレスラーTOP500の129位にランクイン (2023)